# Skat (kortspil)
 For alternative betydninger, se Skat (flertydig). (Se også artikler, som begynder med Skat)
Skat er et tysk kortspil, der er en videreudvikling af wendisch schafkopf kombineret med elementer fra tarot, tysk solo og l'hombre. Skat blev udviklet af medlemmer af Altenburg tarokklub i Thüringen mellem 1810 og 1820. Spillet kendes i Danmark især i Sønderjylland. Skat spilles med 32 kort fra 7-es i hver farve. Knægtene er faste trumfer og rækkefølgen i trumffarven er: klør Bonde, spar Bonde, hjerter Bonde, ruder Bonde, Es - 7-.
Spillet drejer sig om at tage værdikort hjem i stik, men indeholder også nolo-meldinger. Reglerne blev harmoniseret og ensrettet på en kongres i det nystiftede Deutsche Skatverband i Altenburg i 1886 og er efterfølgende revideret flere gange. Skat har siden været et af de få kortspil, der er reguleret med internationale standardregler. I dag fastsættes skatreglerne af The International Skat Players Association i samarbejde med Deutsche Skatverband. I Danmark eksisterer der siden 1994 en Dansk Skat Union.

Kort: Skat spilles med 32 kort fra 7-es i hver farve. Knægtene er faste trumfer og rækkefølgen i trumffarven er: klør Bonde, spar Bonde, hjerter Bonde, ruder Bonde, Es, 10, Konge, Dame, 9, 8, 7. I nolospil er rækkefølgen Es, Konge, Dame, Bonde, 10, 9, 8, 7 i hver farve.

Kortgivning: Skat kan spilles af 3 el. 4 spillere, men kun 3 deltager aktivt i spillet. Hver spiller får 10 kort, der gives 3-4-3. Efter uddelingen af de første 3 kort lægges 2 kort med billedsiden nedad i en talon kaldet skaten. Den spiller der først får kort benævnes forhånd, næste mand mellemhånd og sidste aktive spiller er baghånden (som er kortgiveren, hvis kun 3 spiller).

Point: Der er i alt 120 kortpoint i spillet fordelt på følgende måde: Es = 11, 10 = 10, Konge = 4, Dame = 3, Bonde = 2 i hver farve.
Spillets formål: En melderunde bestemmer, hvem der bliver spilfører og spiller mod de to andre. Spilførerens mål er normalt at tage mindst 61 kortpoint i stik, men han kan også forsøge at tage mindst 90 point eller tage alle 10 stik, eller tabe alle stik. Målet afhænger af hans melding.
Meldeforløb: Mellemhånden starter med at melde en talværdi. Talværdien svarer til en basisværdi ganget med et antal matadorer, som spilleren enten er med eller uden (se afsnittet om matadorer). Forhånden svarer ja til mellemhåndens meldinger så længe han forventer at kunne spille et spil, der giver minimum samme værdi, og giver op hvis/når han ike kan. Når kampen mellem mellemhånd og forhånd har fundet en afgørelse, melder sejrherren mod baghånden på samme måde. Den, der afgiver den højeste talmelding, bliver spilfører.

Basisværdi: Alle spil har en basisværdi alt efter, hvilken farve der er trumf. Der kan også spilles i grand, hvor kun de 4 knægte er trumf:
- Ruder: 9

- Hjerter:10
- Spar: 11
- Klør: 12
- Grand: 24

Matadorer: Enhver trumf i ubrudt rækkefølge er en matador, hvis en spiller har alle 11 trumfer er han med 11, har han ingen, er han uden 11. Antallet af matadorer gange spillets basisværdi afgør, hvor høj meldingen er.

Nolospillene har en fast værdi:
- Nolo: 23
Nolo Hånd: 35
Nolo Ouvert: 46
Nolo Ouvert Hånd: 59

## Sønderjysk skat
Skat spilles i Sønderjylland med regler, der adskiller sig en del fra de internationale, bl.a. fordi sønderjysk skat ikke er "opdateret" med tyske regelændringer siden genforeningen med Danmark i 1920.
Mange sønderjyder bor dog også i andre dele af landet og spiller skat. Det bedste eksempel er Århus Skat Klub, som har eksisteret siden 1990 og er grundlagt af Michael Wachowiak. I henhold til de danske skatregler og de Sønderjyske skatregler er her i løbet af årene blevet modificeret således:
Farvespil:
- Klør 12
- Spar 11
- Hjerter 10
- Ruder 9
- Grand 20
- Nul 35
- Nul hånd 46
- Nul ouvert 69
- Nul ouvert hånd 92

Der spilles her med kontra, re og bock samt "musik" - dvs. sidste stik skal tages med trumf 7 eller ved grand med ruder bonde, samt at alle spil kan spilles åbent og giver en ekstra multiplikator. Derudover giver diverse spilmeldinger mulighed for at fordoble næste rundes point, ved at opnå 100 point direkte, spille en Grand af hånden eller tabe et spil hvor der meldes kontra. For eksempel Grand med/uden 4 spil 5 = 100, eller Hjerter med 8 spil åben 10 = 100 m.m
Disse modificeringer blev indført, da det giver langt flere muligheder for at få et spil og derved også flere point, ligesom spændingen øges med de mange muligheder.
Udover dette er der en del andre specielle egnsregler.

## Amerikansk skat
I USA spiller man mange steder såkaldt tournee skat, der adskiller sig meget fra moderne tysk skat og afspejler, hvordan skat blev spillet i 1800-tallet. I Texas spilles der dog rauber skat, der minder meget om tysk skat.

## Eksterne Links
Danske regler
Skat Regelbog
Internationale regler
www.pagat.com
| Spil | Spire Denne artikel om spil eller lege er en spire som bør udbygges. Du er velkommen til at hjælpe Wikipedia ved at udvide den. |